# Litoria rothii
Espèce
Synonymes
- Hyla rothii De Vis, 1884

Statut de conservation UICN

 LC  : Préoccupation mineure
Litoria rothii est une espèce d'amphibiens de la famille des Pelodryadidae.

## Répartition
Cette espèce se rencontre, :
- dans les régions côtières du Nord de l'Australie, dans la région de Kimberley en Australie-Occidentale, dans la partie septentrionale du Territoire du Nord, au Queensland jusqu'au niveau de l'île Fraser (île non comprise), jusqu'à environ 500 m d'altitude ;
- le long des régions côtières du Sud de la Papouasie-Nouvelle-Guinée en Nouvelle-Guinée du Bensbach au Binaturi jusqu'à environ 50 m d'altitude.

## Description

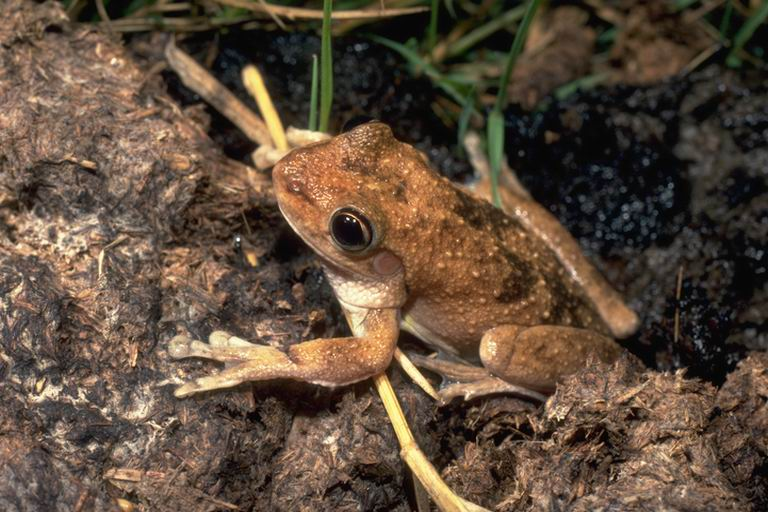
Litoria rothii

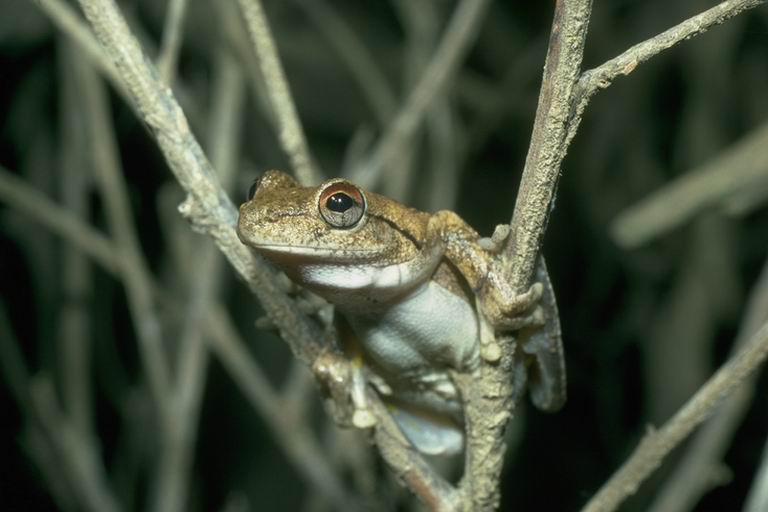
Litoria rothii

Les mâles mesurent de 37 à 48 mm et les femelles de 45 à 57 mm.

## Étymologie
Cette espèce est nommée en l'honneur de Henry Ling Roth (1866-1925).

## Publication originale
- De Vis, 1884 : On some new batrachians from Queensland. Proceedings of the Linnean Society of New South Wales, sér. 1, vol. 9, p. 65-67 (texte intégral).